# ستيف براون (لاعب كريكت)
ستيف براون (12 أكتوبر 1963 في نيوزيلندا - ) (بالإنجليزية: Steve Brown)‏ هو لاعب كريكت نيوزلندي.

## وصلات خارجية
- ستيف براون على موقع إي آس بي آن كريك إنفو (الإنجليزية)